# Grace Prendergast
Grace Prendergast (n. 30 iunie 1992, Christchurch, Noua Zeelandă) este o canotoare ce a reprezentat Noua Zeelandă, medaliată olimpică. A participat la 2 ediții ale Jocurilor Olimpice (2016, 2020) în care a câștigat o medalie de aur și o medalie de argint.